# International Women of Courage Award

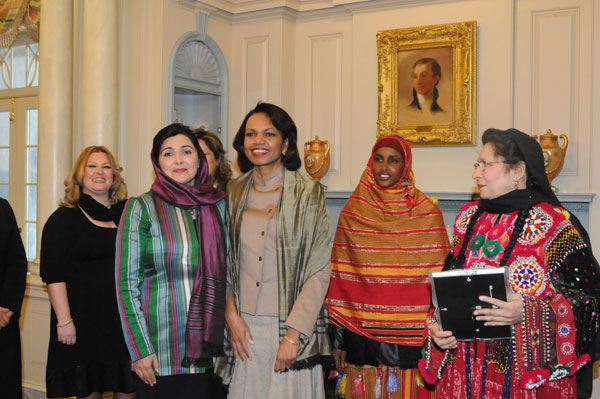
Außenministerin Condoleezza Rice bei der Preisverleihung 2008

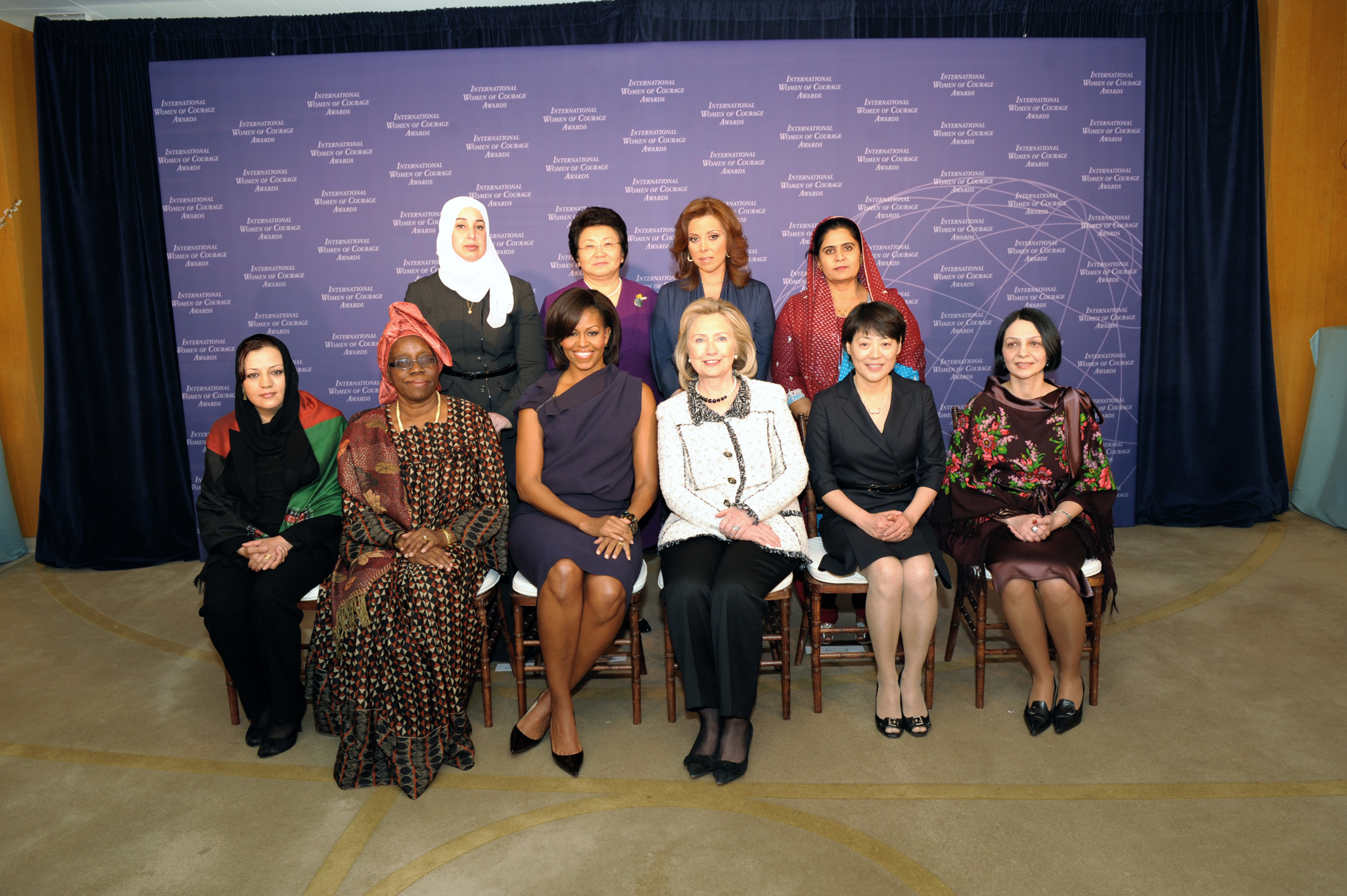
Preisträgerinnen des International Women of Courage Award 2011 mit Michelle Obama und Hillary Clinton

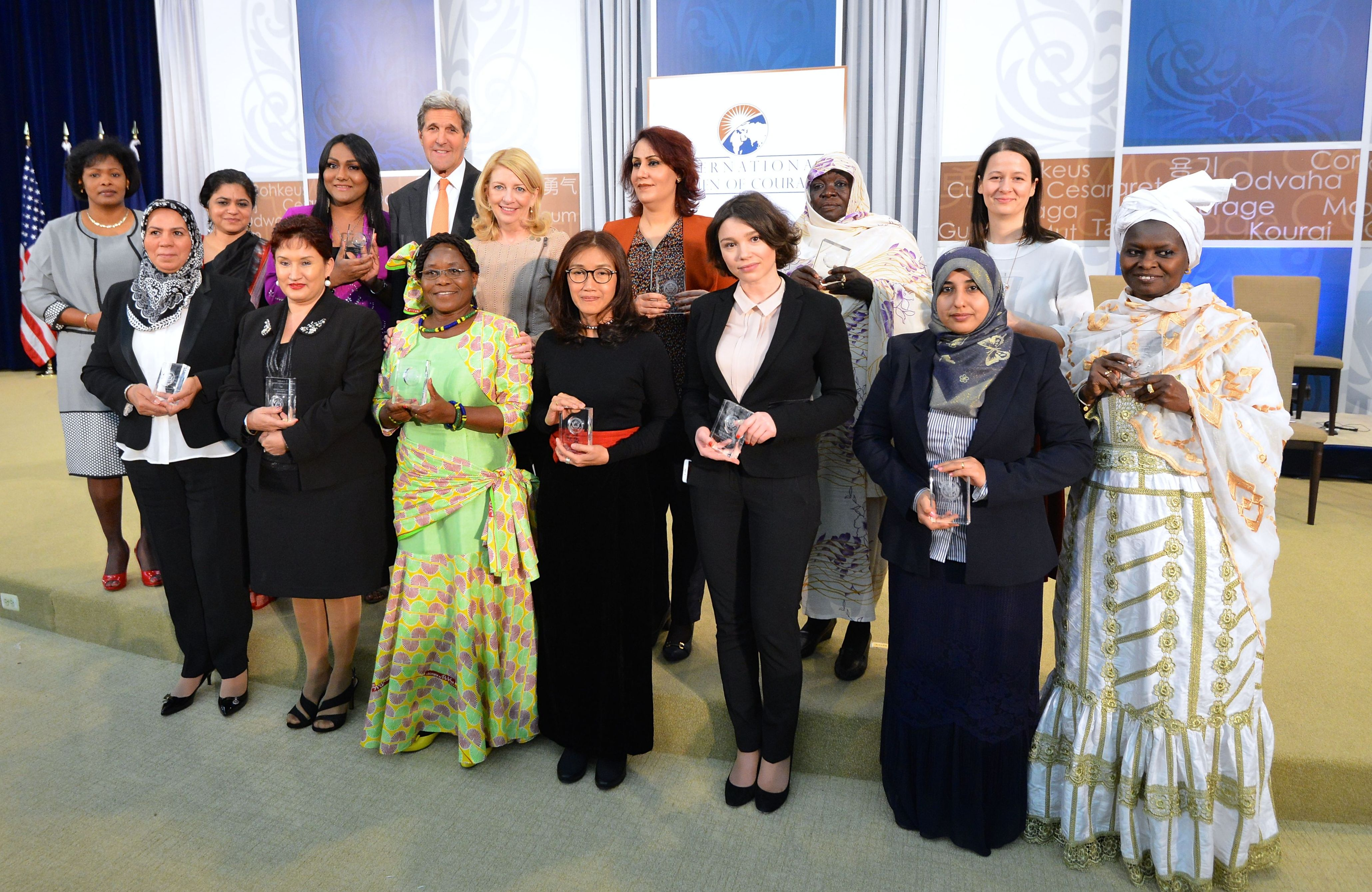
Außenminister John Kerry mit den Preisträgerinnen 2016

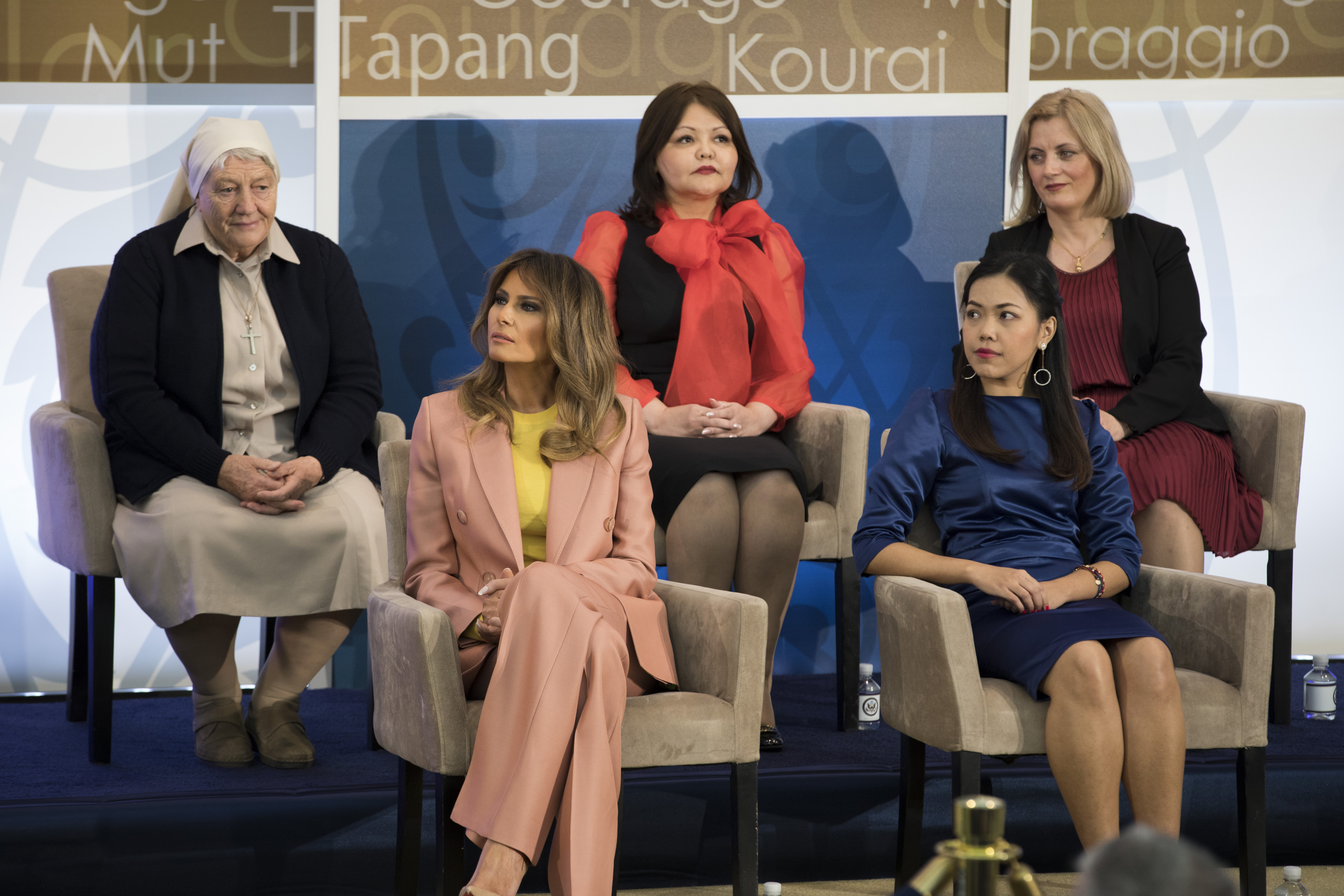
First Lady Melania Trump beim IWOC Award 2018

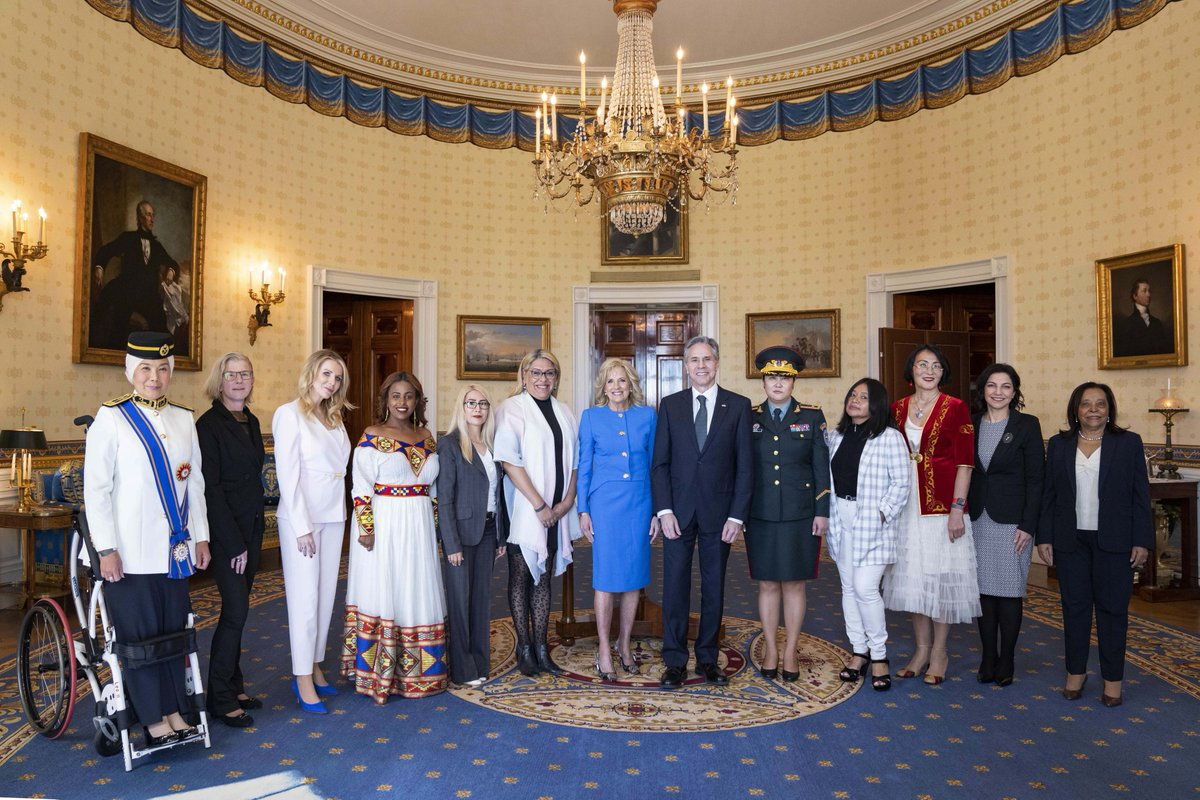
Außenminister Tony Blinken und First Lady Jill Biden mit den Preisträgerinnen 2023

Der International Women of Courage Award, auf Deutsch etwa Internationaler Preis für Frauen mit Mut, wird jährlich vom Außenministerium der Vereinigten Staaten an Frauen weltweit vergeben, die für Menschen- und Frauenrechte Bemerkenswertes geleistet haben.
Der Preis wurde im Jahr 2007 am 8. März, dem Internationalen Frauentag, ins Leben gerufen. Initiatorin war die damalige Außenministerin der USA, Condoleezza Rice. Ziel des Preises ist es, Frauen auszuzeichnen, die außergewöhnlichen Mut, Stärke und Führungskraft bewiesen haben, um das Leben anderer zu verbessern. Der Preis bietet die Gelegenheit, internationale Aufmerksamkeit und Unterstützung für Frauen zu erwirken, die häufig ihr Leben riskierten, um ihr Umfeld zu verbessern. Es sollen Frauen honoriert werden, die einen fundamentalen Unterschied im Leben von Frauen weltweit bewirkt haben. Sie werden für ihre mutigen und selbstlosen Anstrengungen für Menschenrechte, für die Gleichberechtigung von Frauen und für den sozialen Fortschritt gewürdigt. Dieses ist der einzige Preis des Außenministeriums, der herausragende Frauen aus aller Welt ehrt.
Es gibt kein Bewerbungsverfahren für diesen Preis, sondern die Kandidatinnen werden von den Mitarbeiterinnen und Mitarbeitern der US-Botschaften und Nichtregierungsorganisationen aus aller Welt nominiert. Gewählt werden die Preisträgerinnen vom Außenministerium. Die Preise werden in einer Zeremonie von der Gattin des Präsidenten überreicht. Zusätzlich zur Preisvergabezeremonie in den USA nehmen die Gewinnerinnen an einem Austauschprogramm teil, bei dem sie auf Gleichgesinnte aus den USA treffen. Das Programm führt sie in zahlreiche Städte mit der Absicht, das Land aus erster Hand kennen zu lernen und einen kulturellen Austausch zu ermöglichen.

## Preisträgerinnen
Bisher wurden über 100 Frauen aus über 60 Ländern ausgezeichnet.
| Jahr | Name | Herkunftsland                | Position und Leistung zum Zeitpunkt der Preisvergabe |
| ---- | --- | ---------------------------- | --- |
| 2007 | Jennifer Louise Williams | Simbabwe                     | Gründerin der Frauenrechtsorganisation „Women of Zimbabwe Arise“ (≈ Frauen von Simbabwe erhebt euch) |
| 2007 | Siti Musdah Mulia | Indonesien                   | Kämpferin für Frauenrechte in der islamischen Welt |
| 2007 | Ilze Jaunalksne | Lettland                     | Kämpferin gegen Korruption im politischen System Lettlands |
| 2007 | Samia al-Amoudi | Saudi-Arabien                | Überlebende und Vorreiterin im Kampf gegen Brustkrebs |
| 2007 | Mariya Ahmed Didi | Malediven                    | Abgeordnete und Gründerin des ersten Marsches für Frauenrechte auf den Malediven |
| 2007 | Sara Susana del Valle Trimarco de Veron                                                                                       | Argentinien                  | Befreite ihre Tochter aus Menschenhandel; Kämpferin gegen Menschenhandel |
| 2007 | Aziza Siddiqui | Afghanistan                  | Koordinatorin für Frauenrechte in der afghanischen NGO „Action Aid“ (≈ Aktion Hilfe) |
| 2007 | Sundus Abbas | Irak                         | Aktivistin für Frauenrechte im Irak; Geschäftsführerin des „Leadership Institute for Women“ (≈ Führungsinstitut für Frauen) in Bagdad |
| 2007 | Shatha Abdul Razzak Abbousi                                                                                                   | Irak                         | Abgeordnete und Aktivistin bei der Frauenrechtlerinnen Gruppe „The Pledge for Iraq“ (≈ Das Versprechen für den Irak) |
| 2007 | Mary Akrami | Afghanistan                  | Direktorin des „Afghan Women Skills Development Center“ (≈ Entwicklungszentrum für Kompetenzen afghanischer Frauen), eines Frauenhauses in Kabul                                                                                               |
| 2007 | Hannah Forster | Gambia                       | Direktorin des „African Centre for Democracy and Human Rights Studies“ (ACDHRS) (≈ Afrikanisches Zentrum für Demokratie und Studien für Menschenrechte)                                                                                        |
| 2008 | Suraya Pakzad | Afghanistan                  | Gründerin der afghanischen Frauenrechtsorganisation „Voice of Women“ (≈ Stimme der Frauen) |
| 2008 | Virisila Buadromo | Fidschi                      | Geschäftsführerin der Frauenrechtsorganisation „Fiji Women’s Rights Movement“ (FWRM) (≈ Fidschis Frauenrechtsbewegung) |
| 2008 | Eaman al-Gobory | Irak                         | Stabsärztin der „International Organization of Migration“ (IOM) (≈ Internationale Organisation für Migration) |
| 2008 | Valdete Idrizi | Kosovo                       | Leiterin einer NGO, die in Mitrovica Projekte für Frauen, Jugendliche, Minderheiten u. Ä. unterstützt |
| 2008 | Begum Jan | Pakistan                     | Gründerin von „Tribal Women Welfare Association“ (≈ Stammesfrauen-Wohlfahrtsorganisation) |
| 2008 | Nibal Thawabteh | Staat Palästina              | Gründerin einer Zeitung für Frauenrechte; Aktivistin für Frauen im Gemeinderat |
| 2008 | Cynthia Bendlin | Paraguay                     | Kämpferin gegen Frauen- und Kinderhandel in Brasilien, Argentinien und Paraguay |
| 2008 | Farhiyo Farah Ibrahim | Somalia                      | Flüchtling in Kenia; Kämpferin für Frauenrechte, gegen weibliche Genitalverstümmelung und Zwangsheirat |
| 2009 | Hadizatou Mani | Niger                        | Verklagte die Regierung von Niger erfolgreich, sie nicht vor der Sklaverei geschützt zu haben. |
| 2009 | Ambiga Sreenevasan | Malaysia                     | Präsidentin der Anwaltskammer von Malaysia; Kämpferin für Demokratie und Menschenrechte |
| 2009 | Weronika Martschenko | Russland                     | Gründerin der NGO „Mother’s Right“ (≈ Recht der Mutter), die sich für die Rechte von Armeehinterbliebenen einsetzt |
| 2009 | Reem Al Numery | Jemen                        | Als Jugendliche zwangsverheiratet, kämpft sie gegen diesen Brauch in ihrer Heimat. |
| 2009 | Suaad Abbas Salman Allami | Irak                         | Leiterin der NGO „Women For Progress“ (≈ Frauen für Fortschritt) in Sadr City, die sich umfassend für das Wohl von Frauen einsetzt |
| 2009 | Mutabar Tadjibayeva | Usbekistan                   | Gründerin der NGO „Fiery Hearts Club“ (≈ Club Feurige Herzen); Kämpferin für Menschenrechte, vornehmlich in Fargʻona |
| 2009 | Wazhma Frogh | Afghanistan                  | Landesdirektorin der internationalen Menschenrechtsorganisation „Global Rights“ (≈ Globale Rechte); Kämpferin gegen die Unterdrückung von Frauen im Islam                                                                                      |
| 2009 | Norma Cruz | Guatemala                    | Mitbegründerin und Direktorin der NGO „Survivors Foundation“ (≈ Stiftung für Überlebende), die sich gegen Gewalt an Frauen einsetzt |
| 2010 | Shukria Asil | Afghanistan                  | Mitglied des Gemeinderates; Kämpferin in der Politik für die Bedürfnisse von Frauen |
| 2010 | Alice Mabota | Mosambik                     | Anwältin; Kämpferin für Frauen- und Menschenrechte |
| 2010 | Colonel Shafiqa Quraishi | Afghanistan                  | ehemalige Polizistin; Direktorin für Geschlechter-, Menschen- und Kinderrechte im Innenministerium |
| 2010 | Androula Henriques | Zypern                       | Kämpferin und Netzwerkerin gegen Frauenhandel |
| 2010 | Sonia Pierre | Dominikanische Republik      | Gründerin und Leiterin von „Movement of Dominican-Haitian Women“ (≈ Bewegung Dominikanisch-Haitianischer Frauen), eine Organisation gegen anti-haitianischen Fremdenhass in der Dominikanischen Republik                                       |
| 2010 | Shadi Sadr | Iran                         | Anwältin, Journalistin und Expertin für Frauenrechte; Gründerin der ersten Internetseite für Frauenrechtsaktivismus im Iran |
| 2010 | Ann Njogu | Kenia                        | Leitfigur in der Verfassungsreform von Kenia; Leiterin des „Centre for Rights Education and Awareness“ (≈ Zentrum für Ausbildung und Bewusstsein des Rechts)                                                                                   |
| 2010 | Lee Ae-ran | Südkorea                     | Überläuferin von Nordkorea; erste Überläuferin, die die Nationalversammlung leitet |
| 2010 | Jansila Majeed | Sri Lanka                    | Vermögensverwalterin des regionalen Treuhandfonds des Distrikts Puttalam |
| 2010 | Sister Marie Claude Naddaf | Syrien                       | Gründerin des ersten Frauenhauses Syriens; Kämpferin gegen Frauenhandel und Gewalt an Frauen, auch in Gefängnissen |
| 2010 | Jestina Mukoko | Simbabwe                     | Geschäftsführerin der NGO „Zimbabwe Peace Project“ (≈ Simbabwes Friedensprojekt), gegen Menschenrechtsverletzungen in Simbabwe |
| 2011 | Rosa Otunbajewa | Kirgisistan                  | Zentralasiens erstes weibliches Staatsoberhaupt und Regierungsoberhaupt in einem vorwiegend muslimischen Land |
| 2011 | Maria Bashir | Afghanistan                  | Generalstaatsanwältin; Kämpferin gegen Korruption und für Frauenrechte |
| 2011 | Henriette Ekwe Ebongo | Kamerun                      | Journalistin; Kämpferin für Pressefreiheit; Herausgeberin einer unabhängigen Zeitung |
| 2011 | Guo Jianmei | China                        | Anwältin; Direktorin und Gründerin des „Women’s Law Center“ (≈ Frauen-Rechtszentrum) an der Universität Peking |
| 2011 | Ágnes Osztolykán | Ungarn                       | Parlamentsmitglied; Vertreterin der Partei „Lehet Mas a Politika“ (≈ Politik kann anders sein); Engagement für Roma |
| 2011 | Eva Abu Halaweh | Jordanien                    | Geschäftsführerin der „Law Group for Human Rights“ (≈ Rechtsgruppe für Menschenrechte) in Zabul; Hilfe für Unterprivilegierte |
| 2011 | Ghulam Sughra | Pakistan                     | Gründerin der NGO „Marvi Rural Development Organization“ (≈ Marvi-Organisation für ländliche Entwicklung) für Gesundheit, Menschenrechte, Kommunalfinanzen u. Ä.; Vorreiterin für Frauenrechte und Frauenbildung                               |
| 2011 | Marisela Morales Ibañez | Mexiko                       | Stellvertretende Generalstaatsanwältin für organisiertes Verbrechen; Gründerin eines Zeugenschutzprogramms; Kämpferin gegen Korruption und Menschenhandel                                                                                      |
| 2011 | Yoani Sanchez | Kuba                         | Bloggerin; Vorreiterin der unabhängigen Bloggerszene Cubas |
| 2011 | Nasta Palaschanka | Belarus                      | Schlüsselfigur der Oppositions Jugendgruppe „Malady Front“ (≈ Junge Front); Kämpferin für Menschen- und Bürgerrechte |
| 2012 | Maryam Durani | Afghanistan                  | Mitglied im Gemeinderat von Kandahar; Direktorin der Non-Profit-Organisation „Khadija Kubra Women’s Association for Culture“ (≈ Khadija Kubra Frauenverein für Kultur); Eigentümerin und Managerin des einzigen frauenzentrierten Radiosenders |
| 2012 | Pricilla de Oliveira Azevedo                                                                                                  | Brasilien                    | Polizistin; Führerin der „Police Pacification Unit“ (≈ Polizei-Friedenseinheit); Kämpferin für Lebensverbesserung in den Favelas |
| 2012 | Zin Mar Aung | Myanmar                      | ehemalige politische Gefangene; Kämpferin für Demokratie und Frauenrechte; Mitgründerin einer Frauengruppe |
| 2012 | Jineth Bedoya Lima | Kolumbien                    | investigative Journalistin, die sich gegen Vergewaltigungen und geschlechtsspezifische Straftaten einsetzt |
| 2012 | Hana Elhebshi | Libyen                       | Berichtete der Welt vom Regime und der Revolution in Libyen |
| 2012 | Aneesa Ahmed | Malediven                    | Gründerin der NGO „Hope for Women“ (≈ Hoffnung für Frauen); Kämpferin gegen häusliche Gewalt und gegen weibliche Genitalverstümmelung |
| 2012 | Shad Begum | Pakistan                     | Gründerin und Geschäftsführerin von „Association for Behavior and Knowledge Transformation“ (≈ Gesellschaft für Verhaltens- und Wissenstransformation), für Frauen in Dir, Khyber Pakhtunkhwa                                                  |
| 2012 | Samar Badawi | Saudi-Arabien                | Kämpferin für das Wahlrecht für Frauen in Saudi-Arabien; Kämpferin gegen das System der männlichen Begleitung von Frauen und Zwangsheirat |
| 2012 | Hawa Abdallah Mohammed Salih                                                                                                  | Sudan                        | Fürsprecherin für Flüchtlinge; Kämpferin für die Rechte von Darfuris, besonders von Frauen und Kindern |
| 2012 | Şafak Pavey | Türkei                       | Kämpferin für die Rechte Behinderter, Frauen, Minderheiten, Flüchtlinge; für die UN und im türkischen Parlament |
| 2013 | Malalai Bahaduri | Afghanistan                  | Leutnant und 1. Frau in der „Afghan National Interdiction Unit“ (≈ Afghanische nationale Verbotseinheit), die gegen Drogenschmuggel kämpft; Kämpferin für freie Berufswahl für Frauen                                                          |
| 2013 | Tsering Woeser | China                        | geboren in Tibet; Schriftstellerin, Lyrikerin, Bloggerin für die Rechte von Exil-Tibetern |
| 2013 | Julieta Castellanos | Honduras                     | Kämpferin für stabile politische Verhältnisse, Polizei und Rechtsorgane; Networkerin |
| 2013 | Nirbhaya „Fearless“ | Indien                       | Kämpferin gegen Vergewaltigungen und für die Strafverfolgung von Vergewaltigern |
| 2013 | Josephine Obiajulu Odumakin                                                                                                   | Nigeria                      | Vorsitzende diverser Organisationen für Frauenrechte; Kämpferin gegen Gewalt an Frauen |
| 2013 | Elena Milashina | Russland                     | investigative Journalistin, die über diverse brisante Themen berichtet; Kämpferin gegen Fremdenhass und Rassismus |
| 2013 | Fartuun Adan | Somalia                      | Gründerin des ersten Zentrums für Überlebende von Vergewaltigungen in Mogadischu; Kämpferin gegen Zwangsheirat und Kindersoldatentum |
| 2013 | Razan Zaitouneh | Syrien                       | Gründerin von Institutionen, die über Syriens Regime und Menschenrechtsverletzungen berichten |
| 2013 | Ta Phong Tan | Vietnam                      | ehemalige Offizierin der Sicherheitskräfte; Bloggerin und Regimekritikerin |
| 2014 | Nasrin Oryakhil | Afghanistan                  | Gynäkologin; engagiert sich für Geburtshilfe und Frauen in medizinischen Berufen; Präsidentin der NGO „Afghan Family Health Association“ (≈ Afghanische Familien Gesundheits Gesellschaft)                                                     |
| 2014 | Roshika Deo | Fidschi                      | Vorreiterin für Frauen in der Politik; Kämpferin gegen Gewalt an Frauen und deren Diskriminierung |
| 2014 | Bischöfin Rusudan Gotsiridze                                                                                                  | Georgien                     | Kämpferin für die Gleichberechtigung von Frauen, Minderheiten, die Rechte von LGBT, Initiatorin von interreligösem Dialog |
| 2014 | Richterin Iris Yassmin Barrios Aguilar                                                                                        | Guatemala                    | Vorsitzende Richterin im Völkermordprozess gegen den ehemaligen Präsidenten Efraín Ríos Montt; Vorreiterin für Völkermordprozesse weltweit |
| 2014 | Laxmi Agarwal | Indien                       | Opfer einer Säureattacke durch einen verschmähten Mann; Leitfigur im Kampf gegen Säureattentate |
| 2014 | Fatimata Touré | Mali                         | Kämpferin für Frauengesundheit, gegen Gewalt an Frauen, gegen Zwangsheiraten und Vergewaltigungen |
| 2014 | Maha Al Muneef | Saudi-Arabien                | Gründerin und Geschäftsführerin des „National Family Safety Program“ (≈ Nationales Familien-Sicherheitsprogramm) gegen häusliche Gewalt und Gewalt an Kindern; Fürsprecherin für das erste Gesetz dazu in Saudi-Arabien                        |
| 2014 | Oinikhol Bobonazarova | Tadschikistan                | Menschenrechtsaktivistin; Kämpferin für Frauenrechte; Kämpferin gegen Folter in Gefängnissen, erwirkte die Kontrolle von bis dahin abgeschotteten Gefängnissen                                                                                 |
| 2014 | Ruslana Lyzhychko | Ukraine                      | Sängerin und politische Aktivistin; Fürsprecherin für friedliche Demonstrationen für mehr Demokratie |
| 2014 | Beatrice Mtetwa | Simbabwe                     | Anwältin für Menschenrechte, Gleichberechtigung von Frauen, soziale Gerechtigkeit und Pressefreiheit |
| 2015 | Captain Niloofar Rahmani | Afghanistan                  | erste weibliche Starrflügel-Pilotin in der afghanischen Luftwaffe |
| 2015 | Nadia Sharmeen | Bangladesch                  | Journalistin, Kriminalreporterin; Fürsprecherin für Frauenrechte |
| 2015 | Rosa Julieta Montaño Salvatierra                                                                                              | Bolivien                     | Gründerin und Direktorin der NGO „Oficina Jurídica para la Mujer“ (≈ Justizbüro für die Frau) |
| 2015 | May Sabe Phyu | Myanmar                      | Direktorin eines Netzwerkes für Geschlechtergleichheit und gegen die Diskriminierung von Minderheiten, das u. a. Gesetzesänderungen forcierte                                                                                                  |
| 2015 | Béatrice Epaye | Zentralafrikanische Republik | Gründerin der gemeinnützigen Gesellschaft „Fondation Voix du Cœur“ (≈ Stiftung Stimme des Herzens) für Straßenkinder; Kämpferin für Menschenrechte, soziale Freiheit und ökonomische Entwicklung                                               |
| 2015 | Marie Claire Tchecola | Guinea                       | Krankenschwester, Ebolaopfer; Leitfigur im Kampf gegen Ebola und gegen die Stigmatisierung der Opfer |
| 2015 | Sayaka Osakabe | Japan                        | Gründerin von „Matahara Net“, einem Netzwerk gegen die Diskriminierung von schwangeren Frauen im Berufsleben, das u. a. Gesetzesänderungen forcierte                                                                                           |
| 2015 | Arbana Xharra | Kosovo                       | Chefredakteurin einer Tageszeitung, die durch religiöse Extremisten verursachte Probleme in der Gesellschaft aufzeigt |
| 2015 | Tabassum Adnan | Pakistan                     | Anwältin und Gründerin der NGO „Kwendo Jirga (Sister’s Council)“ (≈ Schwester-Beratung), die sich für die Rechte von Frauen einsetzt |
| 2015 | Majd Izzat al-Chourbaji | Syrien                       | Vorreiterin für Frauen in der Politik; Kämpferin für Frauen- und Gefangenenrechte; Aktivistin gegen das Assad-Regime |
| 2016 | Sara Hossain | Bangladesch                  | Anwältin für Menschenrechte vor dem obersten Gericht des Landes; Schlüsselfigur einer Gesetzesänderung gegen Gewalt an Frauen |
| 2016 | Debra Baptist-Estrada | Belize                       | Leiterin der Einreise am internationalen Flughafen, die half, einen Drogen- und Menschenhändlerring zu zerschlagen |
| 2016 | Ni Yulan | China                        | Anwältin, die sich für das Recht von Zivilpersonen einsetzt und Sicherheitsorgane des Staates verklagt |
| 2016 | Latifa Ibn Ziaten | Frankreich                   | Gründerin von „Imad Association for Youth and Peace“ (≈ Imad Gesellschaft für Jugend und Frieden), um den interreligiösen Dialog zu fördern und Radikalisierung friedvoll entgegenzutreten                                                     |
| 2016 | Thelma Aldana | Guatemala                    | Generalstaatsanwältin von Guatemala; Förderin der Strafverfolgung von Straftaten an Frauen; Anklägerin vermeintlich unberührbarer Krimineller und Politiker                                                                                    |
| 2016 | Nagham Nawzat Hasan | Irak                         | Gynäkologin; Aktivistin für die Gleichberechtigung von Jesiden, insbesondere für Überlebende von Vergewaltigungen |
| 2016 | Nisha Ayub | Malaysia                     | Transident; führende Anwältin Malaysias für die Rechte von Transgender; Gründerin von zwei NGOs, die sich für LGBTI einsetzen |
| 2016 | Fatimata M’Baye | Mauretanien                  | Erste Anwältin Mauretaniens; Mitgründerin und Präsidentin der „Mauritanian Association for Human Rights“ (≈ Mauretanische Gesellschaft für Menschenrechte); Kämpferin für die Rechte von Frauen und Kindern, gegen Sklaverei                   |
| 2016 | Schanna Nemzowa | Russland                     | Journalistin; Tochter des ermordeten Oppositionspolitikers Boris Nemzow; Kämpferin für Demokratie, Bildung und Informationsfreiheit; lebt in Deutschland im Exil                                                                               |
| 2016 | Zuzana Števulová | Slowakische Republik         | Anwältin für Flüchtlings- und Migrationsrecht; Direktorin der NGO „Human Rights League“ (≈ Liga für Menschenrechte), die Flüchtlingen Rechtsbeistand bietet                                                                                    |
| 2016 | Awadeya Mahmoud | Sudan                        | Gründerin von zwei Frauen-Kooperativen für eigenes Einkommen; Kämpferin für die Rechte von Frauen und gegen soziale Ungerechtigkeit |
| 2016 | Vicky Ntetema | Tansania                     | Journalistin, die sich gegen die Diskriminierung von Albinos einsetzt |
| 2016 | Rodjaraeg Wattanapanit | Thailand                     | Aktivistin für politisches Bewusstsein, freien Gedankenaustausch, Demokratie, Meinungsfreiheit, Frauenrechte |
| 2016 | Nihal Naj Ali Al-Awlaqi | Jemen                        | Ministerin von Jemens Rechtsausschuss, die u. a. dafür sorgte, dass Frauenrechte in die neue Verfassung integriert wurden |
| 2017 | Sharmin Akter | Bangladesch                  | Vorreiterin im Kampf gegen Zwangsverheiratung und für eine schulische Ausbildung von Mädchen |
| 2017 | Malebogo Molefhe | Botswana                     | Ehemalige Profisportlerin; Kämpferin gegen geschlechtsspezifische Gewalt und häusliche Gewalt; Aktivistin für Frauen im Behindertensport |
| 2017 | Natalia Ponce de León | Kolumbien                    | Opfer eines Säureattentats; Gründerin der Fundación Natalia Ponce de León, die sich für die Rechte von Säureopfern einsetzt; Initiatorin eines Gesetzes für Brandopfer und Brandopferstationen im ganzen Land                                  |
| 2017 | Rebecca Kabugho | Demokratische Republik Kongo | Aktivistin in der Bürgerbewegung „LUCHA (Struggle for Change)“ (≈ Kampf für den Wandel), die gewaltfrei für ein demokratisches und transparentes politisches System demonstriert                                                               |
| 2017 | Jannat Al Ghezi | Irak                         | Stellvertretende Direktorin, Pressereferentin und Lektorin bei „Organization of Women’s Freedom in Iraq“ (≈ Organisation für die Freiheit von Frauen im Irak), die Frauen in Gewaltsituationen hilft                                           |
| 2017 | Capitaine Aïchatou Ousmane Issaka                                                                                             | Niger                        | eine der ersten Frauen in Nigers Armee; Preisträgerin des UN-Preises für Militär für Geschlechtergleichheit in Friedensmissionen |
| 2017 | Veronica Simogun | Papua-Neuguinea              | Gründerin und Leiterin der „Family for Change Association“ (≈ Gesellschaft Familie für Veränderung), die sich gegen Gewalt an Frauen und Kindern einsetzt                                                                                      |
| 2017 | Cindy Arlette Contreras Bautista                                                                                              | Peru                         | Anwältin; Aktivistin gegen häusliche Gewalt; Initiatorin der Bewegung „Not One Woman Less“ (≈ Nicht eine Frau weniger) gegen geschlechtsspezifische Gewalt                                                                                     |
| 2017 | Sandya Eknelygoda | Sri Lanka                    | Vorreiterin im Kampf für die Rechte von Familien, in denen Angehörige durch das politische System verschwunden sind |
| 2017 | Sister Carolin Tahhan Fachakh                                                                                                 | Syrien                       | Mitglied bei „Daughters of Mary Help of Christians“ (≈ Töchter von Maria Hilfe von Christen), die Kinder unterrichten und in der Frauen verschiedenen Glaubens eine Ausbildung erhalten                                                        |
| 2017 | Saadet Ozkan | Türkei                       | Lehrerin; Kämpferin für die Opfer von Kindesmissbrauch |
| 2017 | Nguyen Ngoc Nhu Quynh | Vietnam                      | Bloggerin und Aktivistin, die sich gegen Umweltverschmutzung und für Menschen- und Presserechte in Vietnam einsetzt; Networkerin |
| 2017 | Fadia Najib Thabet | Jemen                        | Kämpferin gegen den Einsatz von Kindersoldaten, Aufklärung und Informationsweitergabe an die UN |
| 2018 | L’Malouma Said | Mauretanien                  | Verfechterin für Menschenrechte und gegen Diskriminierung. Kämpft u. a. für bessere Haftbedingungen. |
| 2018 | Godelieve Mukasarasi | Ruanda                       | Engagiert sich seit dem Genozid 1994 vor allem für die Rechte von Frauen und Kindern. Ausgezeichnet von Human Rights International. |
| 2018 | Sirikan Charoensiri | Thailand                     | Anwältin und Mitbegründerin von Thai Lawyers for Human Rights, die sich kostenfrei für Menschenrechtsfälle einsetzen. |
| 2018 | Feride Rushiti | Kosovo                       | Ärztin und Gründerin des Center for the Rehabilitation of Torture Victims, das sich für Folteropfer einsetzt, medizinisch wie psychisch. |
| 2018 | Schwester Maria Elena Berini                                                                                                  | Italien                      | Missionsschwester in der Zentralafrikanischen Republik, die sich u. a. mit Bildung für Flüchtlinge und die Bevölkerung einsetzt. |
| 2018 | Aliyah Khalaf Saleh | Irak                         | Engagiert sich für Soldaten und Frauen im Kampf gegen den Islamischen Staat. |
| 2018 | Roya Sadat | Afghanistan                  | Filmemacherin, die unter den Taliban das Leben von afghanischen Frauen und Mädchen erzählt. |
| 2018 | Aiman Omarowa | Kasachstan                   | Anwältin und Autorin, die sich gegen sexuelle Gewalt und für politische Gefangene einsetzt. |
| 2018 | Aura Elena Farfan | Guatemala                    | Anwältin für die Familien, deren Angehörige während des Guatemaltekischen Bürgerkrieges verschwunden sind. |
| 2018 | Julissa Villanueva | Honduras                     | Forensikerin, die die Wissenschaft der forensischen Strafverfolgung vorantreibt und sich für die Opfer sexueller Gewalt einsetzt. |
| 2019 | Razia Sultana | Bangladesch                  | Setzt sich für das Volk der Rohingya und deren Menschenrechte ein. Dokumentiert systematische sexuelle Gewalt gegen Frauen. |
| 2019 | Naw K'nyaw Paw | Myanmar                      | Engagiert sich gegen die Militärgewalt gegen Rohingya und unterstützt Frauen und Mädchen in Risikogemeinden. |
| 2019 | Moumina Houssein Darar | Dschibuti                    | Arbeitet als Polizistin erfolgreich im Kampf gegen den Terror. Engagiert sich in der Nachbarschaftshilfe. |
| 2019 | Mama Maggie | Ägypten                      | Gründerin der Organisation Stephen’s Children, die sich in den ärmsten Gebieten für Kinder einsetzt. |
| 2019 | Khalida Khalaf Hanna al-Twal                                                                                                  | Jordanien                    | Chefin des Öffentlichen Sicherheitsdirektoras der Frauen Polizei Departments. Engagiert in den damit zusammenhängenden Themen. |
| 2019 | Sister Orla Treacy | Irland                       | Engagiert sich für Mädchen in Rumbek, Südsudan, z. B. gegen Zwangsheirat, für Schulbildung. |
| 2019 | Olivera Lakic | Montenegro                   | Investigative Journalistin, die vor Berichterstattungen über Korruption und Gewalt nicht zurückschreckt. |
| 2019 | Flor de Maria Vega Zapata | Peru                         | Als Umweltaktivistin kämpft sie für die Umweltressourcen und deren abhängigen Gemeinden ihres Landes. |
| 2019 | Marini de Livera | Sri Lanka                    | Pro bono Anwältin für Frauen, Kinder, Waisen. Setzt für ihre Arbeit auch Straßentheater ein. |
| 2019 | Anna Aloys Henga | Tansania                     | Kämpft gegen weibliche Genitalverstümmelung, setzt sich für Maasai-Frauen ein und ermutigt politisches Engagement von Frauen. |
| 2020 | Zarifa Ghafari | Afghanistan                  | Bürgermeisterin von Maidan Shahr, der Hauptstadt der afghanischen Provinz Wardak. |
| 2020 | Lucy Kocharyan | Armenien                     | für ihr Engagement für Kinder mit psychischen Problemen sowie ihren Kampf gegen sexualisierte Gewalt gegen Frauen und Kinder. |
| 2020 | Shahla Humbatova | Aserbaidschan                | für ihr Engagement als Rechtsanwältin für LGBT-Aktivisten, Journalisten, Blogger, Menschenrechtsaktivisten und Angehörige der politischen Opposition.                                                                                          |
| 2020 | Ximena Galarza | Bolivien                     | für ihre Berichterstattung als Journalistin unter anderem im Rahmen der Präsidentschaftswahl in Bolivien 2019. |
| 2020 | Claire Ouedraogo | Burkina Faso                 | für ihr Engagement als Leiterin der Association féminine songmanegre pour le développement gegen Weibliche Genitalverstümmelung. |
| 2020 | Sayragul Sauytbay | Ili                          | für ihre Berichte über die Unterdrückung muslimischer Minderheiten im kasachischen autonomen Bezirk Ili durch die KPCh. |
| 2020 | Susanna Liew | Malaysia                     | |
| 2020 | Amaya Coppens | Nicaragua                    | |
| 2020 | Jalila Haider | Pakistan                     | |
| 2020 | Amina Khoulani | Syrien                       | |
| 2020 | Yasmin al Qadhi | Jemen                        | |
| 2020 | Rita Nyampinga | Simbabwe                     | |
| 2021 | Maryja Kalesnikawa | Belarus                      | |
| 2021 | Phyoe Phyoe Aung | Birma (sic)                  | |
| 2021 | Maximilienne C. Ngo Mbe | Kamerun                      | |
| 2021 | Wang Yu | China                        | |
| 2021 | Mayerlis Angarita Robles | Kolumbien                    | |
| 2021 | Julienne Lusenge | Demokratische Republik Kongo | |
| 2021 | Erika Aifan | Guatemala                    | |
| 2021 | Shohreh Bayat | Iran                         | |
| 2021 | Muskan Khatun | Nepal                        | |
| 2021 | Zahra Mohamed Ahmad | Somalia                      | |
| 2021 | Alicia Vacas Moro | Spanien                      | |
| 2021 | Ranitha Gnanarajah | Sri Lanka                    | |
| 2021 | Canan Güllü | Türkei                       | |
| 2021 | Ana Rosario Contreras | Venezuela                    | |
| 2022 | Rizwana Hasan | Bangladesch                  | |
| 2022 | Simone Sibilio do Nascimento                                                                                                  | Brasilien                    | |
| 2022 | Ei Thinzar Maung | Myanmar                      | |
| 2022 | Josefina Klinger Zúñiga | Kolumbien                    | |
| 2022 | Taif Sami Mohammed | Irak                         | |
| 2022 | Facia Boyenoh Harris | Liberia                      | |
| 2022 | Najla Mangoush | Libyen                       | |
| 2022 | Doina Gherman | Moldau                       | |
| 2022 | Bhumika Shrestha | Nepal                        | |
| 2022 | Carmen Gheorghe | Rumänien                     | |
| 2022 | Roegchanda Pascoe | Südafrika                    | |
| 2022 | Phạm Đoan Trang | Vietnam                      | |
| 2023 | Zakira Hekmat | Afghanistan                  | |
| 2023 | Alba Rueda | Argentinien                  | |
| 2023 | Danièle Darlan | Zentralafrikanische Republik | |
| 2023 | Doris Ríos | Costa Rica                   | |
| 2023 | Meaza Mohammed | Äthiopien                    | |
| 2023 | Hadeel Abdel Aziz | Jordanien                    | |
| 2023 | Bakhytzhan Toregozhina | Kasachstan                   | |
| 2023 | Ras Adiba Radzi | Malaysia                     | |
| 2023 | Bolor Ganbold | Mongolei                     | |
| 2023 | Bianka Zalewska | Polen                        | |
| 2023 | Yuliia Paievska | Ukraine                      | |
| 2023 | Madeleine Albright Honorary Group Award für Women and Girl Protestors of Iran                                                 | Iran                         | |
| 2024 | Benafsha Yaqoobi | Afghanistan                  | |
| 2024 | Fawzia Karim Firoze | Bangladesch                  | |
| 2024 | Volha Harbunova | Belarus                      | |
| 2024 | Ajna Jusić | Bosnien und Herzegowina      | |
| 2024 | Myintzu Win | Burma                        | |
| 2024 | Martha Beatriz Roque Cabello                                                                                                  | Kuba                         | |
| 2024 | Fátima Corozo | Ecuador                      | |
| 2024 | Fatou Baldeh | Gambia                       | |
| 2024 | Fariba Balouch | Iran                         | |
| 2024 | Rina Gonoi | Japan                        | |
| 2024 | Rabha El Haymar | Marokko                      | |
| 2024 | Agather Atuhaire | Uganda                       | |
| 2024 | Madeleine Albright Honorary Group Award für die “Women Activists Among the 222 Political Prisoners Released February 9, 2023” | Nicaragua                    | |